# Campionati mondiali di judo 1999
I Campionati del mondo di Judo del 1999 si sono svolti a Birmingham dal 7 al 10 ottobre 1999, ed è stata la 21ª edizione.

## Uomini
| Categoria      | Oro                         | Argento                    | Bronzo                           |
| fino a 60 kg   | Manolo Poulot Cuba          | Kazuhiko Tokuno Giappone   | Natig Bahirov Bielorussia        |
| fino a 60 kg   | Manolo Poulot Cuba          | Kazuhiko Tokuno Giappone   | Nestor Khergiani Georgia         |
| fino a 66 kg   | Larbi Benboudaoud Francia   | Hüseyin Özkan Turchia      | Patrick van Kalken Paesi Bassi   |
| fino a 66 kg   | Larbi Benboudaoud Francia   | Hüseyin Özkan Turchia      | Yordanis Arencibia Cuba          |
| fino a 73 kg   | Jimmy Pedro Stati Uniti     | Vitaliy Makarov Russia     | Sebastian Pereira Brasile        |
| fino a 73 kg   | Jimmy Pedro Stati Uniti     | Vitaliy Makarov Russia     | Giorgi Revazishvili Georgia      |
| fino a 81 kg   | Graeme Randall Regno Unito  | Farkhod Turaev Uzbekistan  | Kwak Ok-chol Corea del Nord      |
| fino a 81 kg   | Graeme Randall Regno Unito  | Farkhod Turaev Uzbekistan  | Cho In-chul Corea del Sud        |
| fino a 90 kg   | Hidehiko Yoshida Giappone   | Victor Florescu Moldavia   | Yoo Sung-Yeon Corea del Sud      |
| fino a 90 kg   | Hidehiko Yoshida Giappone   | Victor Florescu Moldavia   | Adrian Croitoru Romania          |
| fino a 100 kg  | Kosei Inoue Giappone        | Jang Sung-Ho Corea del Sud | Alexandre Mikhaylin Russia       |
| fino a 100 kg  | Kosei Inoue Giappone        | Jang Sung-Ho Corea del Sud | Nicolas Gill Canada              |
| oltre a 100 kg | Shinichi Shinohara Giappone | Indrek Petelson Estonia    | Pan Song Cina                    |
| oltre a 100 kg | Shinichi Shinohara Giappone | Indrek Petelson Estonia    | Selmin Tataroğlu Turchia         |
| Openweight     | Shinichi Shinohara Giappone | Selmin Tataroğlu Turchia   | Dennis van der Geest Paesi Bassi |
| Openweight     | Shinichi Shinohara Giappone | Selmin Tataroğlu Turchia   | Harry Van Barneveld Belgio       |

## Donne
| Categoria     | Oro                      | Argento                  | Bronzo                       |
| fino a 48 kg  | Ryoko Tamura Giappone    | Amarilis Salvón Cuba     | Sarah Nichilo-Rosso Francia  |
| fino a 48 kg  | Ryoko Tamura Giappone    | Amarilis Salvón Cuba     | Anna Maria Gradante Germania |
| fino a 52 kg  | Noriko Narazaki Giappone | Legna Verdecia Cuba      | Kye Sun-hui Corea del Nord   |
| fino a 52 kg  | Noriko Narazaki Giappone | Legna Verdecia Cuba      | Marie-Claire Restoux Francia |
| fino a 57 kg  | Driulis González Cuba    | Isabel Fernández Spagna  | Jessica Gal Paesi Bassi      |
| fino a 57 kg  | Driulis González Cuba    | Isabel Fernández Spagna  | Michaela Vernerová Rep. Ceca |
| fino a 63 kg  | Keiko Maeda Giappone     | Gella Vandecaveye Belgio | Sara Álvarez Spagna          |
| fino a 63 kg  | Keiko Maeda Giappone     | Gella Vandecaveye Belgio | Karen Roberts Regno Unito    |
| fino a 70 kg  | Sibelis Veranes Cuba     | Ulla Werbrouck Belgio    | Kate Howey Regno Unito       |
| fino a 70 kg  | Sibelis Veranes Cuba     | Ulla Werbrouck Belgio    | Ylenia Scapin Italia         |
| fino a 78 kg  | Noriko Anno Giappone     | Yin Yufeng Cina          | C´line Lebrun Francia        |
| fino a 78 kg  | Noriko Anno Giappone     | Yin Yufeng Cina          | Diadenis Luna Cuba           |
| oltre a 78 kg | Beata Maksymow Polonia   | Yuah Hua Cina            | Miho Ninomiya Giappone       |
| oltre a 78 kg | Beata Maksymow Polonia   | Yuah Hua Cina            | Katrina Bryant Regno Unito   |
| Openweight    | Daima Beltrán Cuba       | Miho Ninomiya Giappone   | Tsvetana Bozhilova Bulgaria  |
| Openweight    | Daima Beltrán Cuba       | Miho Ninomiya Giappone   | Choi Sook-ie Corea del Sud   |

## Medagliere
| Posizione | Paese          | Oro | Argento | Bronzo | Totale |
| --------- | -------------- | --- | ------- | ------ | ------ |
| 1         | Giappone       | 8   | 2       | 1      | 11     |
| 2         | Cuba           | 4   | 2       | 2      | 8      |
| 3         | Francia        | 1   | 0       | 3      | 4      |
| 3         | Regno Unito    | 1   | 0       | 3      | 4      |
| 5         | Polonia        | 1   | 0       | 0      | 1      |
| 5         | Stati Uniti    | 1   | 0       | 0      | 1      |
| 7         | Belgio         | 0   | 2       | 1      | 3      |
| 7         | Cina           | 0   | 2       | 1      | 3      |
| 7         | Turchia        | 0   | 2       | 1      | 3      |
| 10        | Corea del Sud  | 0   | 1       | 2      | 4      |
| 11        | Russia         | 0   | 1       | 1      | 2      |
| 11        | Spagna         | 0   | 1       | 1      | 2      |
| 13        | Estonia        | 0   | 1       | 0      | 1      |
| 13        | Moldavia       | 0   | 1       | 0      | 1      |
| 13        | Uzbekistan     | 0   | 1       | 0      | 1      |
| 16        | Paesi Bassi    | 0   | 0       | 3      | 3      |
| 17        | Georgia        | 0   | 0       | 2      | 2      |
| 17        | Corea del Nord | 0   | 0       | 2      | 2      |
| 19        | Bielorussia    | 0   | 0       | 1      | 1      |
| 19        | Brasile        | 0   | 0       | 1      | 1      |
| 19        | Bulgaria       | 0   | 0       | 1      | 1      |
| 19        | Canada         | 0   | 0       | 1      | 1      |
| 19        | Rep. Ceca      | 0   | 0       | 1      | 1      |
| 19        | Germania       | 0   | 0       | 1      | 1      |
| 19        | Italia         | 0   | 0       | 1      | 1      |
| 19        | Romania        | 0   | 0       | 1      | 1      |
| Totale    | Totale         | 16  | 16      | 32     | 64     |